# Long Giao
Long Giao is een xã in het district Cẩm Mỹ, een van de districten van de Vietnamese provincie Đồng Nai. Dit gedeelte van Vietnam wordt ook wel Đông Nam Bộ genoemd.
Long Giao ligt aan de Quốc lộ 56, de weg die Quốc lộ 1A bij Long Khánh met Bà Rịa verbindt.